# Marschall Ustinow
Die Marschall Ustinow (russisch Маршал Устинов) ist ein Lenkwaffenkreuzer des Projekt 1164 (Slawa-Klasse) der russischen Marine, der seit 1986 im Dienst steht.

## Allgemeines
Das Schiff, benannt nach dem sowjetischen Marschall Dmitri Ustinow, wurde 1978 auf Kiel gelegt, lief am 25. Februar 1982 vom Stapel und wurde am 5. November 1986 der Nordflotte zugeteilt. Im Jahre 1989 lief der Kreuzer den Hafen von Norfolk an und war damit das erste Schiff der sowjetischen Flotte, das zur Zeit des Kalten Krieges einen amerikanischen Marinestützpunkt besuchte. 2011 sollte der Kreuzer der Pazifikflotte zugeteilt werden, wurde jedoch zur Überholung in Sewerodwinsk am Weißen Meer aufgelegt. 
Am 24. August 2016 wurde der modernisierte Kreuzer bei der Nordflotte wieder in Dienst gestellt. Ursache für die fast fünfjährige Aufenthaltsdauer in der Werft war die Notwendigkeit zur Neuanfertigung aller Baupläne (auf die Originalpläne der Bauwerft im ukrainischen Mykolajiw war aufgrund des Russisch-Ukrainischen Krieges kein Zugriff möglich) und die notwendige Neuanfertigung diverser Werkzeugmaschinen.
Bei dem Umbau wurden Rumpf und Maschine überholt; sämtliche analoge Sensoren und ECM-Systeme wurden durch aktuelle digitale Systeme ersetzt. Die russische Marine hoffte, dass die gemachten Erfahrungen der Umbauwerft zu einer deutlichen Beschleunigung der geplanten Modernisierungen ihrer Schwesterschiffe Moskwa (gesunken am 14. April 2022) und Warjag führen würden.
Anfang September 2018 nahm die Marschall Ustinow an Übungen mit Schiffen der Nordflotte, der Schwarzmeerflotte, der Baltischen Flotte und der Kaspischen Flottille sowie mit den Luftstreitkräften im östlichen Mittelmeer teil.
Die Marschall Ustinow wurde vor Kriegsbeginn des russischen Überfalls auf die Ukraine 2022 ins Mittelmeer beordert, konnte jedoch aufgrund der Sperrung des Bosporus nicht in das Schwarze Meer einlaufen.